# Sloop

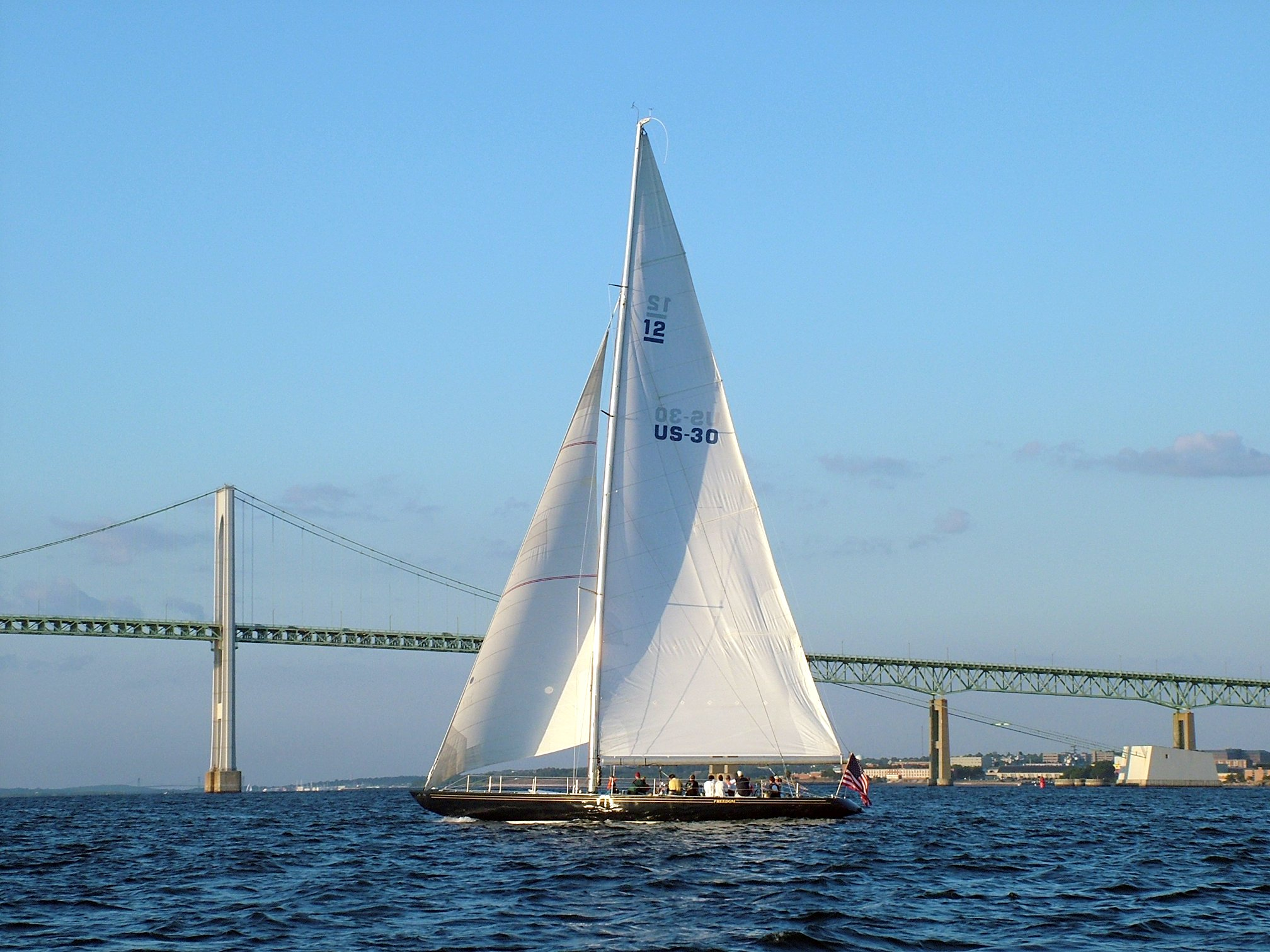
El sloop "Freedom" (12mR, 1980), defensor de la copa del América por NYYC

El sloop es un barco de vela del tipo balandra con aparejo proa-popa y un único palo más avanzado que el palo de un cúter. El triángulo de proa de un sloop es menor que el de un cúter y, a diferencia de este, un sloop en general solo lleva un foque (o bien un génova) envergado al único estay de proa. Aunque esta distinción no es definitiva, porque algunos sloop, como el Amistad tienen más de una. En definitiva, la posición del palo es el factor más importante para determinar si un buque está clasificado como sloop.
Resumiendo, en un barco con palo único, aparejado con una vela cangreja o marconi como mayor, la distinción más clara entre un sloop y un cúter es la longitud del estay. En el sloop llega hasta el extremo exterior del bauprés, lo que significa que el bauprés debe permanecer siempre en posición y no puede retraerse. En un cúter, el estay de proa llega hasta la parte anterior del casco. Esto permite retirar el bauprés hacia el interior y estibarlo. Esto puede ser útil en los puertos con hacinamiento o para estibar el foque en condiciones de viento fuerte.

## Etimología
El término Sloop viene del holandés Sloep.

## Ventajas del aparejo en sloop

Sloop con aparejo de cangreja

Típico sloop Bermuda

Plan vélico de un sloop, con un mechón, una cangreja por mayor y una escandalosa

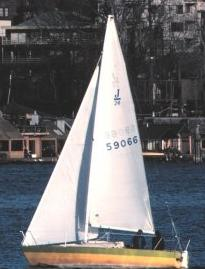
Un sloop J/24

Ningún diseño es perfecto para todas las condiciones. Los sloops están diseñados para optimizar la navegación contra el viento. Sin embargo, los sloops también pueden ofrecer un excelente compromiso aceptable en general, si no óptimo, en todos los ángulos de navegación. Es evidente que la dirección más difícil de navegar es hacia barlovento (conocido en términos náuticos como ceñida), lo que requiere algunas características específicas de diseño. La vela debe ser lo más vertical posible para optimizar la energía del viento.
Dos fuerzas actúan sobre un barco para empujar fuera de la vertical (también conocido como escora final):
1. El peso propio del aparejo tenderá a hacer escorar el barco, y
2. La fuerza lateral del viento sobre las velas.

El sloop es un aparejo ligero con pocos cables y vergas y las velas en un sloop tienden a ser planas, lo que minimiza la fuerza hacia los lados cuando está bien "ajustado". Las fuerzas de escora también son contrarrestadas por la quilla, que utiliza el peso y la hidrodinámica para compensar las fuerzas de la jarcia y las velas.
Cuando se navega en ceñida, también es importante poder minimizar el arrastre del viento sobre la vela y el aparejo. Una de las principales causas de la resistencia de la vela es un vórtice de turbulencia de aire generado en la parte superior del palo y de la vela. Entre las causas secundarias hay las formas aerodinámicas no óptimas de los palos, el estay y las escotas. El sloop reduce al mínimo el arrastre de la punta del vórtice con un diseño de velas altas y estrechas (de aspecto alto), maximizando de un vórtice determinado en comparación con uno de velas cuadradas o de jaula. Además, la simplicidad del aparejo reduce la resistencia inducida por las escotas, palos y vergas.

## Velas utilizadas
Para maximizar la cantidad de vela que lleva, el sloop clásico hace uso de un bauprés, que es esencialmente un palo que se proyecta hacia delante desde la proa del barco. Para navegar a favor del viento, el típico foque puede ser sustituido (o a veces complementado) por una vela mayor curva conocida como spinnaker, o gennaker. El foque típico conocido como jib, que no se solapa con el palo más de un 10 o 20 por ciento, puede ser sustituido por un génova, que se superpone al palo del 55 al 100 por ciento según las normas de regata ya veces más. La vela mayor y el génova forman una doble ala muy eficiente.

## Connotación moderna civil
Los sloops en su forma moderna fueron desarrollados por la Marina francesa como barco rápido para eludir el bloqueo de la Royal Navy. Posteriormente, fueron adaptados como buques de "práctico" (barcos pequeños que llevan a bordo de un barco, un piloto para orientar en un puerto). Más tarde, se adaptaron a cutters de menor porte.
Los primeros sloops modernos fueron equipados con vela tipo "Bermuda", llamado así como resultado de su desarrollo en Bermuda, durante el siglo XVII. Antiguos bosques de sabinas centenarias en estas islas permitían fabricar palos de una sola pieza. Este aparejo se llama también aparejo Marconi debido a la semejanza de su alto palo y la compleja jarcia con las antenas transmisoras de radio de Guglielmo Marconi.
El estado de la técnica de los sloops de regatas hoy se puede ver en la IACC (International Americas Cup Class), con los yates que compiten en la Copa América. Esta afirmación solo es cierta en el sentido de que es allí donde se ha gastado la mayor cantidad de dinero (en esta clase), pero solo para construir los barcos más rápidos que cumplan con la norma IACC.
Se han construido sloops mucho más rápidos que no encajan con la norma IACC, utilizando tecnologías prohibidas, como quillas pivotantes y lastre de agua móvil. La actual regata "Volvo Ocean Race" está utilizando una nueva clase, la clase Volvo 70, que cuenta con una quilla pivotante, construido con fibra de carbono y con un plano vélico muy potente. El récord de distancia de 24 horas ha sido recientemente roto en varias ocasiones, con el ABN AMRO 2 ajusta la distancia del récord de 563 millas náuticas (1043 km) para un monocasco (enero de 2006). Estos barcos navegan habitualmente por encima de las velocidades del viento y pueden sostener medias de 20 nudos (37 km/h) manteniendo la velocidad hora tras hora.
El sloop deportivo más grande construido hasta la fecha es el Mirabella V, con un palo de fibra de carbono de 289 pies (90 m) de altura.[cita requerida]